# Anteros cruentatus
Anteros cruentatus är en fjärilsart som beskrevs av Hans Ferdinand Emil Julius Stichel 1911. Anteros cruentatus ingår i släktet Anteros och familjen Riodinidae. Inga underarter finns listade i Catalogue of Life.